# 1190年
| 千纪： | 2千纪 |
| 世纪： | 11世纪 \| 12世纪 \| 13世纪 |
| 年代： | 1160年代 \| 1170年代 \| 1180年代 \| 1190年代 \| 1200年代 \| 1210年代 \| 1220年代                                                 |
| 年份： | 1185年 \| 1186年 \| 1187年 \| 1188年 \| 1189年 \| 1190年 \| 1191年 \| 1192年 \| 1193年 \| 1194年 \| 1195年                       |
| 纪年： | 庚戌年（狗年）；西夏祐二十一年；金明昌元年；西辽天喜十三年；南宋绍熙元年；大理元亨六年；越南天資嘉瑞五年；日本文治六年，建久元年 |

## 大事记
- 十三翼之戰，鐵木真與札木合發生軍事衝突，鐵木真敗退斡難河，但因札木合殘殺俘虜，因而引起了各部的不滿，紛紛歸心於鐵木真。
- 占婆國王闍耶因陀羅跋摩四世再度侵犯真臘，真臘國王闍耶跋摩七世以占婆王子釋利毗多難陀那為將軍，擊退了占婆的進攻，並乘勝攻佔了占婆首都毘闍耶，闍耶因陀羅跋摩四世被俘，被押往真臘的首都吳哥，闍耶因陀羅跋摩四世指定戚英为佛逝王（蘇利耶闍耶跋摩），占城人蘇利耶跋摩为宾童龙王。。
- 源賴朝被任命為右近衛大將。
- 紅鬍子腓特烈於渡河時落水而死，英格蘭國王獅心王理查與伊斯蘭教蘇丹薩拉丁達成協議，基督徒可以前往耶路撒冷朝聖，第三次十字軍東征結束。
- 條頓騎士團成立。

## 出生
- 7月24日：耶律楚材，契丹人，窩闊台汗在位時曾任中書令。（卒於1244年6月20日）
- 8月10日：元好問，金末元初的文學家。（卒於1257年）
- 唆魯禾帖尼，大蒙古國（蒙古帝國）皇太后，克烈氏，是拖雷的正妻，蒙哥、忽必烈、旭烈兀、阿里不哥的生母。

## 逝世
- 腓特烈一世（約1122年－1190年，68岁），德意志國王、神聖羅馬帝國皇帝和義大利國王。
- 西比拉，耶路撒冷女王（1159年出生）